# Marie-Céline Castang
Jeanne-Germaine Castang, OSC, řeholním jménem Marie-Céline de la Présentation (24. května 1878, Nojals-et-Clotte – 30. května 1897, Talence) byla francouzská římskokatolická řeholnice, členka řádu Chudých sester svaté Kláry. Katolická církev ji uctívá jako blahoslavenou.

## Život

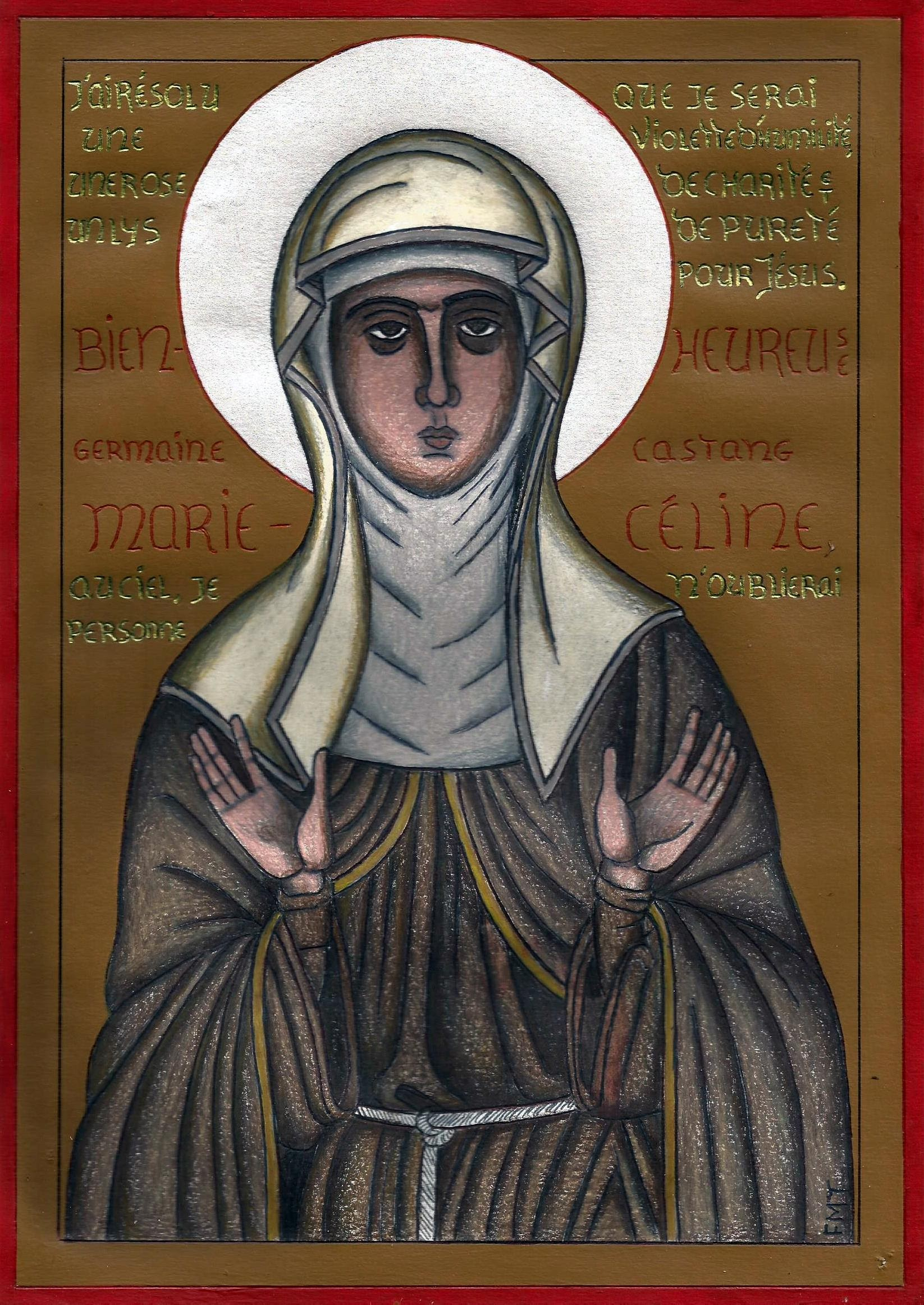
Ikona z roku 2017

Narodila se dne 24. května 1878 v Nojals-et-Clotte jako páté dítě z jedenácti dětí. Její otec byl drobným statkářem, matka pocházela z rodiny notáře. Pět jejích sourozenců zemřelo v dětství. Již jako malá byla známá svou zbožností.
V roce 1882, když jí byly čtyři roky, byla infikována obrnou, kvůli které trvale kulhala na levou nohu. Pokračovala však ve vzdělávání, které nejprve pocházelo od jejích rodičů a poté od kongregace Sester svatého Josefa. Okolo roku 1890 se po nevydařeném otcově podnikání finanční situace její rodiny zhoršila, načež se s rodinou přestěhovala do Bordeaux, kde si její otec sháněl práci. V té době trpěla její rodina značnou chudobou a několik jejích sourozenců zemřelo na tuberkulózu a podvýživu.
V Bordeaux přijala první svaté přijímání i svátost biřmování a rozhodla se stát řeholnicí. Roku 1891 podstoupila ortopedickou operaci pro utlumení následků obrny. Po smrti své matky v prosinci 1892 se vrátila domů, aby pečovala o svého staršího bratra, který trpěl tuberkulózou a zemřel na ni v roce 1893. V té době také sama onemocněla a poté, co se vyléčila, se začala připravovat na řeholní život. Požádala o vstup do kláštera klarisek v Bordeaux a i přes zdravotní problémy byla dne 12. června 1896 přijata. Dne 21. listopadu 1896 složila své dočasné řeholní sliby a přijala řeholní jméno Marie-Céline de la Présentation. Trpělivě snášela kontemplativní život v řádu i přesto, že onemocněla tuberkulózou. I přes lékařskou péči se její zdravotní stav začal zhoršovat.
Před smrtí jí bylo dovoleno složit doživotní řeholní sliby „in articulo mortis“ („v okamžiku smrti“). Zemřela na tuberkulózu dne 30. května 1897 v Talence na předměstí Bordeaux. Její pohřebiště v klášteře v Talence se stalo poutním místem. V červnu roku 2006 byly její ostatky přeneseny do farního kostela v jejím rodném Nojals-et-Clottes.

## Úcta
Její beatifikační proces započal dne 18. června 1930, čímž obdržela titul služebnice Boží. Dne 22. ledna 1957 ji papež Pius XII. podepsáním dekretu o jejích hrdinských ctnostech prohlásil za ctihodnou. Dne 16. prosince 2006 byl uznán zázrak na její přímluvu, potřebný pro její blahořečení.
Blahořečena pak byla dne 16. září 2007 v katedrále svatého Ondřeje v Bordeaux. Obřadu předsedal jménem papeže Benedikta XVI. kardinál José Saraiva Martins.
Její památka je připomínána 30. května. Bývá zobrazována v řeholním oděvu.

## Odkazy

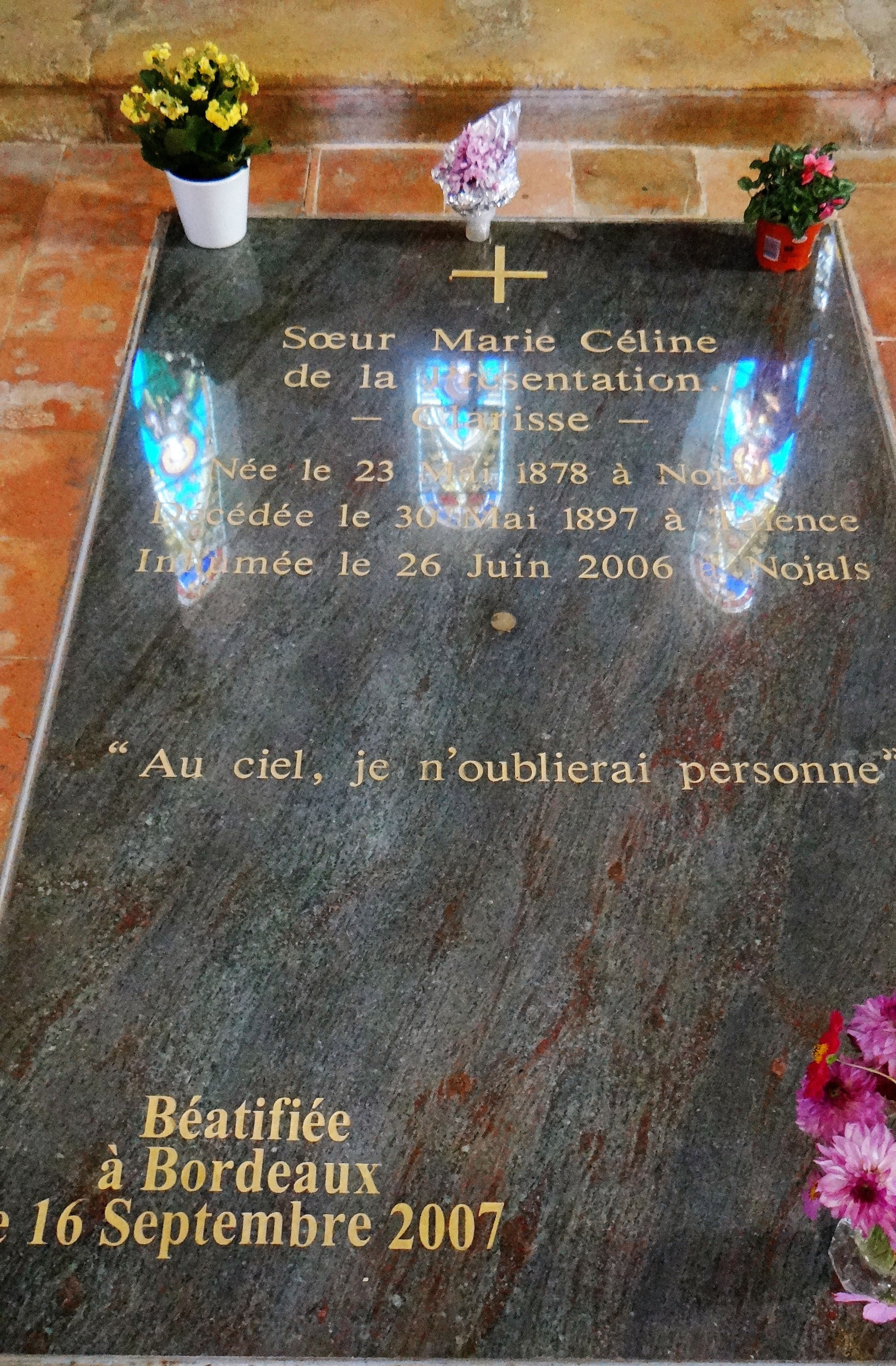
Její hrobka v Nojals-et-Clotte